# Samira Wiley
Samira Denise Wiley (Washington, 15 aprile 1987) è un'attrice statunitense.
Conosciuta principalmente per il ruolo di Poussey Washington nella serie televisiva Orange Is the New Black, nel 2018 ha vinto un Emmy Award per la sua interpretazione nella serie televisiva The Handmaid's Tale.

## Biografia
Nata a Washington, Samira si è laureata alla Duke Ellington School of the Arts. Il padre Dennis W. Wiley e la madre Christine Wiley sono i pastori della Covenant Baptist United Church of Christ. I genitori sono stati definiti dei "pilastri della comunità religiosa LGBT"; la Covenant Baptist United Church of Christ era infatti l'unica chiesa battista a Washington D.C. a celebrare le unioni fra persone dello stesso sesso nel 2007. Samira ha due fratelli: Aiyana Maat e Joshua Wiley. Ha studiato recitazione alla Juilliard School di New York e si è laureata nel 2010. Ha lavorato soprattutto in teatro nei primi anni della sua carriera. Nel 2011 ha interpretato Maria in una produzione di Love's Labour's Lost di Public Theater.
Quando la serie televisiva della Netflix, Orange Is the New Black è entrata in fase di sviluppo, Wiley ha saputo delle audizioni da un suo amico autore dello show, Marco Ramirez. Dopo aver scoperto che un'altra amica della Juilliard, Danielle Brooks, aveva avuto un ruolo nello show, Wiley ha chiesto a Brooks di provare con lei per prepararsi alle audizioni per il ruolo di Poussey Washington, la migliore amica del personaggio di Brooks nello show. L'audizione di Samira ha avuto successo; è apparsa in tutti i dodici episodi della prima stagione della serie ed è stata in primo piano per tutta la seconda stagione. Lascia la serie alla fine della quarta stagione. Nel 2017 entra a far parte del cast della serie The Handmaid's Tale, per la quale nel 2018 riceve un Emmy Award come migliore attrice guest star.
Il primo ruolo importante fu nel film commedia The Sitter (2011). Mentre recitava nello show televisivo Orange Is the New Black, Wiley ha girato Rob the Mob, un film poliziesco indipendente diretto da Raymond De Felitta e pubblicato nel marzo del 2014. Wiley ha fatto da modella per il Maniac Magazine, è apparsa sulla copertina dell'editoriale settembre/ottobre del 2014. Wiley è inoltre apparsa sulla copertina dell'edizione 2014 della rivista OUT100 Magazine insieme a Sam Smith, Ellen Page e Zachary Quinto. Nel dicembre del 2015, è stato annunciato che Wiley è stata scelta per dare voce al personaggio di The Walking Dead, Michonne, nel videogioco pubblicato da Telltale Games nel febbraio del 2016.

## Vita privata
Dal 2017 Wiley è sposata con la scrittrice Lauren Morelli. L'11 aprile 2021 ha dato alla luce una bambina, George Elizabeth.

## Filmografia

### Cinema
- Lo spaventapassere (The Sitter), regia di David Gordon Green (2011)
- Being Flynn, regia di Paul Weitz (2012)
- Rob the Mob, regia di Raymond De Felitta (2014)
- 37, regia di Puk Grasten (2016)
- Nerve, regia di Henry Joost e Ariel Schulman (2016)
- Detroit, regia di Kathryn Bigelow (2017)
- Hum, regia di Lauren Morelli – cortometraggio (2017)
- Zoe ci prova (Social Animals), regia di Theresa Bennett (2018)
- Breaking News a Yuba County (Breaking News in Yuba County), regia di Tate Taylor (2021)
- Finch, regia di Miguel Sapochnik (2021)

### Televisione
- Unforgettable – serie TV, episodi 1x1-1x2 (2011)
- Person of Interest – serie TV, episodio 1x21 (2012)
- Orange Is the New Black – serie TV, 51 episodi (2013-2017)
- Unker & Physia – serie TV, episodio 1x5 (2013)
- Law & Order: Unità Speciale (Law & Order: Special Victims Unit) – serie TV, episodio 16x21 (2015)
- The Catch – serie TV, episodio 1x6 (2016)
- You're the Worst – serie TV, 6 episodi (2016-2019)
- Last Week Tonight with John Oliver – serie TV, episodio 4x25 (2017)
- Ryan Hansen Solves Crimes on Television – serie TV, 10 episodi (2017-2019)
- The Handmaid's Tale – serie TV, 36 episodi (2017-2025)
- Will & Grace – serie TV, episodi 10x16-10x17-10x18 (2019)

### Doppiatrice
- Love, Death & Robots – serie TV, episodio 1x13 (2019)
- Blade Runner: Black Lotus - serie animata (2021-2022)

## Doppiatrici italiane
Nelle versioni in italiano delle opere in cui ha recitato, Samira Wiley è stata doppiata da:
- Giulia Franceschetti in Orange Is the New Black, Zoe ci prova, Amend: libertà in America
- Letizia Scifoni in The Catch
- Gea Riva in The Handmaid's Tale
- Giulia Catania in Breaking News a Yuba County
- Angela Brusa in Will & Grace

Da doppiatrice è sostituita da:
- Giulia Franceschetti in Love, Death & Robots